# SOLAR Records
SOLAR Records est un label discographique américain, fondé en 1977 par Dick Griffey. Griffey et Don Cornelius ont fondé Soul Train Records en 1975, mais Griffey en assure seul le contrôle à partir de 1977 et rebaptise la société. Solar édite des artistes disco, funk et gospel. SOLAR est un acronyme signifiant « Sound Of Los Angeles Records ».

## Histoire

### Soul Train Records
Don Cornelius, présentateur et producteur de l'émission de variétés Soul Train, et Dick Griffey, qui fait partie de l'équipe de production de l'émission, fondent le label discographique Soul Train Records en 1975. Ils signent un accord de distribution avec RCA. Leur première production est le thème de l'émission, Soul Train '75 par le Soul Train Gang. Le label édite également un album du groupe The Whispers, mais connaît ses premiers succès avec deux singles disco, I Gotta Keep Dancin’ de Carrie Lucas et Uptown Festival de Shalamar.

### Solar Records

#### Genèse
Accaparé par son émission de télévision, Don Cornelius se retire de l'affaire et laisse le contrôle du label à Griffey. En 1977, celui-ci le rebaptise Solar, un acronyme de Sound of Los Angeles Record. Le label, qui investit dans différents genres musicaux, recrute le groupe funk Lakeside, ainsi que des formations de gospel.

#### Développement
Alors que les majors du disque investissent dans la musique noire, affaiblissant la position des labels indépendants en recrutant artistes et producteurs, Solar est l'un des rares labels appartenant à des membres de la communauté Afro-américaine à s'imposer sur le marché. Il est surnommé le « Motown des années 1980 ». En 1981, son chiffre d'affaires s'établit à 40,7 millions de dollars. L'entreprise signe un contrat de distribution avec Elektra.
Griffey s'attache les services de compositeurs et de producteurs comme Leon Sylvers, Terry Lewis, les frères Reggie et Vincent Calloway, L.A. Reid et Kenneth Edmonds. Le label prospère, même s'il n'a jamais produit un tube d'envergure mondiale. Parmi les albums édités par Solar durant les années 1980 et certifiés « disque d'or » figurent Eye of a Stranger du groupe The Deele (en), Big Fun et Three for Love de Shalamar, ainsi que l'album éponyme des Whispers, dont les ventes atteignent 1,5 million d'exemplaires en 1982. À cette époque, les singles The Second Time Around de Shalamar et And the Beat Goes On des Whispers ont également dépassé le million de copies. Solar inaugure un nouveau siège social, situé sur Cahuenga Boulevard à Los Angeles. Le bâtiment héberge les bureaux, ainsi que le studio d'enregistrement et les locaux de répétition du label.

#### Diversification
La filiale Constellation Records est fondée en 1983. Son catalogue, distribué par MCA Records, comporte des artistes comme Klymaxx (en) et Carrie Lucas. Griffey, qui a débuté en tant que tourneur (tour promoter), est persuadé que les prestations scéniques des artistes du label sont aussi importantes que leurs disques pour construire une carrière et se charge d'organiser leurs tournées. Son entreprise se diversifie dans le management artistique avec la création de Griff-co Management, dans l'édition (music publishing) avec Spectrum Seven et Hip Trip, qui gèrent les droits sur les œuvres, et dans la production audiovisuelle avec Dick Griffey Productions. Il lance également une écurie de chevaux de course baptisé Solar Stables.

#### Rééditions
Le dernier succès du label est la bande originale du film Deep Cover, sortie en 1992, sur laquelle figurent des artistes comme Dr. Dre et Snoop Dogg. Après la fermeture du label, EMI fait l'acquisition du catalogue Solar. Le 20e anniversaire de la naissance du label est célébré en 1997. À cette occasion, The Right Stuff Records (en), une filiale d'EMI spécialisée dans les rééditions, remasterise et réédite la majeure partie des albums du catalogue Solar, et publie des compilations Best of ainsi qu'un coffret de trois disques intitulé The Solar 20th Anniversary Collection. Celui-ci comprend des morceaux de Shalamar, Midnight Star, Klymaxx (en), The Deele (en) et The Whispers.